# Chiesa di Sant'Egidio (Viterbo)
La chiesa di Sant'Egidio è un luogo di culto cattolico sconsacrato della città di Viterbo, in Corso d'Italia.

## Storia
Essa è di origini medievali, ricordata per la prima volta nel 1142, ed ancora nel 1236 quando fu eretta a parrocchia. Nel corso del XVI secolo fu restaurata; la facciata risale al 1584. Colpita dai bombardamenti alleati nel 1944, fu chiusa al culto; restaurata a partire dal 1970, oggi è sede di mostre ed altre manifestazioni culturali cittadine.

## Descrizione
La facciata, in peperino, è suddivisa in due parti. Nella parte inferiore, si distinguono tre portali, di cui quello centrale, più grande e lavorato, è sormontato da un frontone triangolare; mentre i due laterali sono sormontati da emblemi della famiglia Farnese, protettrice, nel XVI secolo, della confraternita del Santissimo Crocifisso che aveva sede in questa chiesa. La parte superiore della facciata, che termina con un timpano anch'esso triangolare e caratterizzata da una grande finestra centrale, conserva diverse iscrizioni: In Cruce gloria nostra, Sub tua Criste Iesu aura laeti vivimus, e Sperantes hilares surgere ad aeternam gloriam.
L'interno è a navata unica, divisa quasi a metà da un grande arco, che separava l'aula liturgica in due parti, quella destinata ai fedeli e quella, con scranni in legno, destinata ai confratelli. Una lapide posta nel presbiterio ricorda la costruzione di una cappella nel 1299. Nella chiesa sono conservate tele del XVI-XVIII secolo, tra cui una Madonna col bambino e sant'Egidio, ed un organo di colore verde, posto sopra la porta d'ingresso.